# Nymphon novaehollandiae
Nymphon novaehollandiae is een zeespin uit de familie Nymphonidae. De soort behoort tot het geslacht Nymphon. Nymphon novaehollandiae werd in 1963 voor het eerst wetenschappelijk beschreven door Clark. 